# 30280 Raderlane
30280 Raderlane è un asteroide della fascia principale. Scoperto nel 2000, presenta un'orbita caratterizzata da un semiasse maggiore pari a 2,511411 UA e da un'eccentricità di 0,092867, inclinata di 3,570138° rispetto all'eclittica.
Nicholas Rader Lane è il Dark Sky Ranger al Grand Canyon National Park. Svolge un ruolo chiave nello sforzo di preservare e promuovere il cielo scuro nel parco. Coordina l'annuale Grand Canyon Star Party e ha contribuito a guidare la spinta di successo del parco per diventare un certificato International Dark Sky Park.